# Stora Köljasjön
Stora Köljasjön är en sjö i Svenljunga kommun i Västergötland och ingår i Ätrans huvudavrinningsområde. Sjön har en area på 0,11 kvadratkilometer och ligger 139,3 meter över havet.

## Delavrinningsområde
Stora Köljasjön ingår i det delavrinningsområde (635358-133079) som SMHI kallar för Nedlagd mätstation. Medelhöjden är 176 meter över havet och ytan är 24,86 kvadratkilometer. Räknas de 84 avrinningsområdena uppströms in blir den ackumulerade arean 2 284,08 kvadratkilometer. Avrinningsområdets utflöde Ätran mynnar i havet. Avrinningsområdet består mestadels av skog (84 %). Avrinningsområdet har 0,51 kvadratkilometer vattenytor vilket ger det en sjöprocent på 2 %.